# Roberto Sciacca
Roberto Sciacca (Roma, 17 maggio 1959) è un politico italiano.
Membro della Camera dei deputati per tre Legislature, dal 1994 al 2006, è stato membro delle Commissioni Parlamentari Ambiente /Lavori Pubblici, Affari Sociali/Sanità, Lavoro pubblico e privato e (dal 1996 al 2001) segretario della Giunta delle Elezioni.

## Biografia
Quinto di cinque figli: i genitori nati in Sicilia si trasferirono a Roma sul finire della II Guerra Mondiale. La madre, appassionata di lavori di sartoria, dagli anni '70 si è dedicata anche alla pittura. Il padre, studioso di cinema americano,  lavorava come impiegato amministrativo in una azienda di gas industriali.
Frequenta il liceo scientifico Paolo Sarpi di Roma ed in quel periodo inizia la militanza a sinistra in organizzazioni studentesche. In quegli anni vive anche l'esperienza delle prime radio private e partecipa attivamente al “Movimento del '77”.
Dopo l'iscrizione alla Facoltà di Filosofia, inizia a lavorare politicamente a tempo pieno.
Nei primi anni '80 è in prima fila nel “Movimento per la Pace”, organizzando comitati, manifestazioni e partecipando ai famosi “blocchi di Comiso” davanti alla base missilistica.
Segue la confluenza dell'MLS nel PDUP di Lucio Magri, dove militerà fino allo scioglimento nel 1984. Nel 1985 partecipa alla costruzione della nuova FGCI di Pietro Folena, ricoprendo vari incarichi di direzione politica. 
Dopo lo scioglimento del PCI nel 1991, aderisce a Rifondazione Comunista contribuendo alla sua organizzazione a Roma e nel Lazio. Nel marzo del 1994 viene eletto Deputato nella Circoscrizione Lazio 1, subentrando a Fausto Bertinotti.
Nel 1995 partecipa alla fondazione del Movimento dei Comunisti Unitari, guidati da Famiano Crucianelli (che nel 1998 aderiscono ai DS diretti da Massimo D'Alema). Nel 1996 viene rieletto alla Camera con L'Ulivo nel collegio uninominale di Roma-Primavalle. Conferma il proprio seggio a Montecitorio anche dopo le elezioni politiche del 2001. Termina il suo mandato parlamentare nel 2006.
Successivamente aderisce al PD.
```
figlia Giulia, nata nel 2002.
```